# Conrad Wilhelm Krause
Conrad Wilhelm Krause (geboren um 1733 in Braunschweig; gestorben am 26. November 1804 ebenda) war ein Kaufmann sowie Senator und Ältester der Braunschweiger Kaufmannsinnung.

## Leben
Krause war der Bruder des Braunschweiger Kaufmanns Johann Diedrich Krause († vor August 1770), der seine Steingutgeschirre zuletzt im April 1770 auf der Kasseler Messe auf der Neuen Galerie in den Boutiquen Nr. 180 und 183 anbot. Dabei stellte er die Vorteile seines Stein-Porcelains gegenüber den damals bekannten Fayencen heraus. Neben diesen bot er Stoffe aus englischer Baumwolle, einfarbige oder melierte Camlotts, Thieckfett, Stahlerzeugnisse, Tee und andere Waren dort an. Nach dem Tod seines Bruders übernahm Krause dessen Geschäft und führte es ab August 1770 unter dem eigenen Namen „Conrad Wilhelm Krause“ fort. Er stand in Briefkontakt zu dem englischen Unternehmer Josiah Wedgwood, um mit diesem direkte Handelsbeziehungen zu knüpfen. Später nahm er seinen Sohn Diedrich (oder Dietrich) Wilhelm Krause (1773–1845) als Teilhaber auf und firmierte fortan unter „Conrad Wilhelm Krause et Sohn“. In seinem Testament vom 10. Juni 1802 bestimmte Krause seinen Sohn Dietrich Wilhelm als alleinigen Erben.
Der Kaufmann bot seine Waren weiterhin in Kassel, aber auch in Frankfurt am Main auf der Messe auf dem Liebfrauenberg im Großen Braunfels an. Die angebotenen Waren wurden dort beispielsweise wie folgt angepriesen:

„feinste Gattung englisch Stein-Porcelain, in Weis, Paille und Paille, mit rothen Figuren, bey Thee- und Tafel-Servicen, als in einzelnen Stücken, wie auch englische laquirte Tisch-, Theebreter, Präsentir- und Spiel-Teller, Camlots und verschiedene andere Waaren in denen billigsten Preisen“

Im Jahr 1797 erwarb er das Rittergut zu Berkau (Sachsen-Anhalt) von den Erben des verstorbenen Oberstleutnants Konrad (oder Conrad) von Manstein († 18. Februar 1797).
Nach seinem Tod übernahm sein Sohn den Handel. Da Krause ihm ein großes Vermögen hinterlassen hatte, konnte er sich in Braunschweig eine Villa im klassizistischen Stil errichten lassen, die zwischen 1805 und 1808 durch den Architekten Peter Joseph Krahe entworfen wurde. Dazu erwarb er den eingeebneten Grund und Boden des ehemaligen Luisenbollwerks, insgesamt 18 Morgen und 17 Quadratruten für 5800 Taler.
Zu den Waren gehörten 1819 neben Steingut auch Hopfen, Eiderdaunen und Wachslichter (Kerzen). Der Kaufmann Eberhard Wiedemann (* 1766) war ein Vetter von Dietrich Wilhelm Krause und wurde 1813 Teilhaber in der Firma „Conrad Wilhelm Krause und Sohn“, die sich damals am Bäckerklint Grundstück Nr. 873–874 im Weichbild Altstadt befand. D. W. Krause trat später in die Tabaks-, Möbel- und Camlotthandlung Conrad Eberhard Wiedemann in der Neuen Straße Nr. 19 ein.